# Rimski forum, Solun
Rimski forum v Solunu je starodavni forum mesta iz rimskega obdobja, ki je na zgornji strani Aristotelovega trga v Solunu, Grčija. Je med Filippou, Agnostos Stratiotos, Olympos in Macedonian Defence, v podaljšku Aristotelovega trga proti Gornjemu mestu. Približno tri stoletja je bil glavna referenčna točka mesta, pa tudi upravno središče, v Solunu so ga postavili konec 2. stoletja. in prvo tretjino 3. stol. n. št. Zgrajena je bila kot nekaj podobnega grški agori, vendar z arhetipom središča Rima. Istočasno so se v celotnem Rimskem cesarstvu oblikovali enaki trgi. V zgodnjem krščanskem obdobju je kompleks rimske agore doživel spremembe, vendar je ohranil nekatere svoje funkcije družbenega središča mesta.
Gre za velik dvoterasni forum  z dvonadstropnimi stoami, ki so ga po naključju izkopali v 1960-ih. Kompleks foruma se ponaša tudi s termami iz helenističnega obdobja (prva polovica 2. stoletja pr. n. št.), ki vključuje piriatrij (krožno znojnico), hladen in topel bazen ter peč za ogrevanje, od katerih so bile ene izkopane, druge pa so zakopane pod mestom, odeon-gledališče z oblikovanimi opečnatimi tribunami in odrom v vzhodnem delu ter pritličje. del večnadstropnega portika (cryptoporticus-Krypti Stoa) v njenem južnem delu. 
Čeprav začetni kompleks ni bil zgrajen v rimskih časih, je bil v veliki meri prenovljen v 2. stoletju. Domneva se, da sta se forum in gledališče uporabljala vsaj do 6. stoletja.
Veličastna starodavna galerija idolov (Las Incantadas-Οι μαγεμένες) je obstajala približno na višini današnje via Egnatie in je bila del kompleksa rimske agore. Vhod v agoro je bil dejansko narejen iz tega portika. Reliefne upodobitve osmih mitskih figur so krasile portik. Med večino osmanske vladavine so bile ruševine arkade na dvorišču judovske hiše. Leta 1864 je po naročilu osmanske vlade skulpture prenesel v muzej Louvre Francoz E. Miller. Tam so še danes.
Ena od sprememb na trgu v zgodnjih krščanskih letih je bila preoblikovanje kripte stoe v velik rezervoar za oskrbo z vodo, kot tudi vzpostavitev termalnega 'svetišča' v delu iste stoe. Tam je bila odkrita zgodnjekrščanska freska velikega pomena.
Načrtovano je bilo, da bo območje foruma mesto mestnega sodišča v Solunu (grško Δικαστικό Μέγαρο), vendar so po odkritju ruševin med izkopavanjem projekt zavrgli. Medtem ko je bila stavba sodišča prestavljena, je predvideno ime trga ('Sodišče/Trg Dikastiriona') še vedno v ljudski rabi. Uradno ime trga pa je »starodavne Agore (Archaias Agoras)«.

## Galerija
- Rimski Odeon
- Stoa
- pogled
- pogled
- Južni pogled
- Stekleni artefakti, razstavljeni v muzeju foruma
- Stekleni artefakti, razstavljeni v muzeju foruma
- Trg

## Literatrua
- Zgodovina Soluna, Apostolos Papagiannopoulos, REKOS Publications, Solun 1985
- Thessalonikis Engolpion, Christos Zafeiris, EXANTAS Publications, 1997